# Ескішехір (аеропорт)
Аеропорт Ескішехір або Аеропорт Хасана Полаткана (IATA: AOE, ICAO: LTBY) (тур. Hasan Polatkan Havalimanı) — міжнародний аеропорт, який обслуговує місто Ескішехір. 
Розташований на факультеті аеронавтики та астронавтики Технічного університету Ескішехір.

## Авіалінії та напрямки, серпень 2023
| Авіакомпанія      | Пункт призначення                 |
| ----------------- | --------------------------------- |
| Corendon Airlines | Сезонний: Брюссель                |
| SunExpress        | Брюссель                          |
| TUI fly Belgium   | Брюссель Сезонний: Остенде/Брюгге |
| Turkish Airlines  | Брюссель                          |

## Статистика
Див. джерело запитів Вікіданих та джерела.